# Paintepur
Paintepur là một thị xã và là một nagar panchayat của quận Sitapur thuộc bang Uttar Pradesh, Ấn Độ.

## Nhân khẩu
Theo điều tra dân số năm 2001 của Ấn Độ, Paintepur có dân số 11.182 người. Phái nam chiếm 53% tổng số dân và phái nữ chiếm 47%. Paintepur có tỷ lệ 50% biết đọc biết viết, thấp hơn tỷ lệ trung bình toàn quốc là 59,5%: tỷ lệ cho phái nam là 54%, và tỷ lệ cho phái nữ là 44%. Tại Paintepur, 19% dân số nhỏ hơn 6 tuổi.